# Prunum abyssorum
Prunum abyssorum is een slakkensoort uit de familie van de Marginellidae. De wetenschappelijke naam van de soort is voor het eerst geldig gepubliceerd in 1916 door Tomlin.